# Пурпурнобрюхий широкохвостый лори
Пурпурнобрюхий широкохвостый лори (лат. Lorius hypoinochrous) — птица отряда попугаеобразных.

## Внешний вид
Длина тела 30 см, хвоста 9 см. Оперение в основном красное, с более тёмным оттенком затылка и груди. На голове чёрная «шапочка». Крылья зелёные, на спине тёмно-фиолетовая перевязь, подхвостье и оперённая часть ног фиолетово-чёрной окраски.

## Распространение
Обитают в Папуа-Новой Гвинее на юго-востоке острова Новая Гвинея, островах Луизиада и архипелага Бисмарка.

## Образ жизни
Населяют субтропические и влажные тропические леса и мангровые заросли.

## Классификация
Вид включает в себя 3 подвида:
- Lorius hypoinochrous devittatus Hartert, 1898
- Lorius hypoinochrous hypoinochrous G. R. Gray, 1859
- Lorius hypoinochrous rosselianus Rothschild & Hartert, 1918